# Matías Santos
Matías Joaquín Santos Arostegui, noto semplicemente come Matías Santos (Montevideo, 11 marzo 1994), è un calciatore uruguaiano, centrocampista del Miramar Misiones.

## Caratteristiche tecniche
È un trequartista.

## Carriera
Cresciuto nel settore giovanile dei Montevideo Wanderers, ha esordito in prima squadra il 16 settembre 2012 disputando l'incontro di Primera División Profesional vinto 4-2 contro il Danubio.